# Кубок мира по боксу
Кубок мира по боксу — международные соревнования боксёров-любителей, проводимые под эгидой АИБА с 1979 года и World Boxing с 2025 года. Их формат и периодичность неоднократно менялись. В 1979—1998 годах они проводились как индивидуальные соревнования с периодичностью сначала раз в два, а потом раз в четыре года. В 2002—2006 годах были проведены три командных турнира, но в дальнейшем было решено вернуться к индивидуальному формату, и с 2008 года Кубок мира снова проводится как индивидуальный турнир.

## Перечень

### Индивидуальные турниры
| Год  | Дата              | Место проведения       | Арена                     |
| ---- | ----------------- | ---------------------- | ------------------------- |
| 1979 | 11 — 19 октября   | Нью-Йорк, США          | Madison Square Garden     |
| 1981 | 11 — 18 октября   | Монреаль, Канада       | Maurice Richard Arena     |
| 1983 | 17 — 22 октября   | Рим, Италия            | Palazzo dello Sport       |
| 1985 | 2 — 6 ноября      | Сеул, Республика Корея | Jamsil Arena              |
| 1987 | 26 — 31 октября   | Белград, Югославия     |                           |
| 1990 | 18 — 24 апреля    | Гавана, Куба           | Sports City Coliseum      |
| 1990 | август            | Дублин, Ирландия       |                           |
| 1990 | ноябрь            | Бомбей, Индия          | Bombay Gymkhana           |
| 1994 | июнь              | Бангкок, Таиланд       | Thammasat Sport Centre    |
| 1998 | июнь              | Пекин, Китай           |                           |
| 2004 | 28 апреля — 1 мая | Тёнсберг, Норвегия     | Quality Hotel             |
| 2008 | 10 — 14 декабря   | Москва, Россия         | Дворец спорта «Мегаспорт» |

### Командные турниры
| Год  | Дата            | Место проведения  | Арена                     |
| ---- | --------------- | ----------------- | ------------------------- |
| 2002 | 3 — 8 июня      | Астана, Казахстан | Дворец спорта «Казахстан» |
| 2005 | 12 — 17 июля    | Москва, Россия    | МСА «Лужники»             |
| 2006 | 15 — 21 октября | Баку, Азербайджан | Дворец ручных игр         |